# Чайро (еда)
Чайро (исп. chairo) — традиционное блюдо народа аймара, суп из овощей и говядины. Чайро популярен в основном в западной Боливии, южном Перу и соседних странах.

## Ингредиенты
Чайро состоит из чуньо (сушеного картофеля), сладкого картофеля, сушёной говядины, моте, баранины или другого мяса. Родиной чайро является регион Ла-Пас. Он также очень популярен в Перуанском Альтиплано, составляя важную часть гастрономии региона Пуно. Чайро подаётся горячим.
В разных регионах чайро готовят по-разному, полный список возможных ингредиентов включает в себя чуньо, баранину, сушеное мясо (чалона), картофель, морковь, лук, фасоль или горох, кукурузные зерна, мяту, хуакатайя, орегано, тмин, чеснок, петрушку и соль.
Многие ингредиенты чайро были привезены в Анды испанскими колонистами.

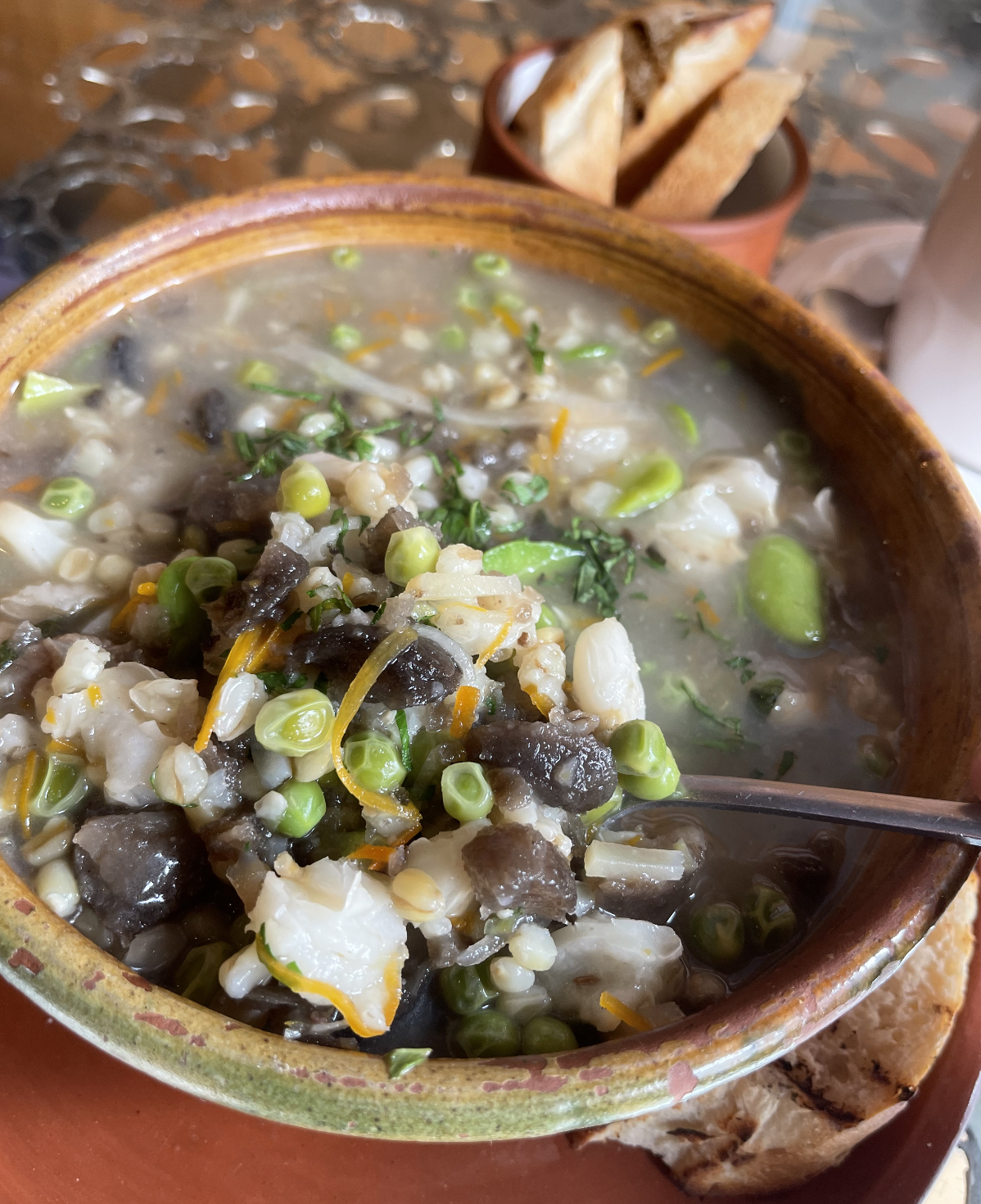
Чайро в ресторане в Ла-Пасе, Боливия